# Cantonul Fanjeaux
Cantonul Fanjeaux este un canton din arondismentul Carcassonne, departamentul Aude, regiunea Languedoc-Roussillon, Franța.

## Comune
- Bram
- La Cassaigne
- Cazalrenoux
- Fanjeaux (reședință)
- Fonters-du-Razès
- La Force
- Gaja-la-Selve
- Generville
- Laurac
- Orsans
- Plavilla
- Ribouisse
- Saint-Gaudéric
- Saint-Julien-de-Briola
- Villasavary
- Villesiscle